# Breizacanthus golvani
Breizacanthus golvani is een soort haakworm uit het geslacht Breizacanthus. De worm behoort tot de familie Arhythmacanthidae. Breizacanthus golvani werd in 1984 beschreven door Gaevskaja & Shukhgalter.